# Spaccaquindici (programma televisivo)
Spaccaquindici fu un programma televisivo a quiz trasmesso nel 1975 sul Secondo Programma (l'odierna Rai 2) e condotto da Pippo Baudo. Gli autori erano Adolfo Perani, Jacopo Rizza e lo stesso Baudo, mentre la regia era di Beppe Recchia. Baudo era affiancato dalle vallette Letizia Borzi, Tiziana Conti e Loretta Persichetti, poi sostituita dopo cinque puntate da Marisa Facchinetti.

## Il programma
Ad ogni puntata del programma, partecipavano tre concorrenti. Vinceva chi totalizzava 15 punti, rispondendo a domande che riguardavano: personaggi e avvenimenti da identificare attraverso filmati e fotografie, significato di parole di uso comune. Il meccanismo del gioco prevedeva anche delle azioni tipiche di certi giochi di carte, come puntare o passare; in questo modo ai giocatori non bastavano solo le conoscenze mnemoniche come nei quiz tipo Rischiatutto, ma dovevano avere anche abilità tipiche dei giochi di azzardo.
Una parte importante del gioco era costituita dal personaggio misterioso, che bisognava indovinare sulla base di un filmato contenente indizi.
Il programma fu trasmesso per una sola stagione.

### Sigle
La sigla iniziale del gioco era "Birilli, stelle e musica", un brano scritto da Alberto Testa e Pippo Baudo, composto da Pippo Caruso ed interpretato dal complesso Marchio Depositato.  
La sigla finale era invece il brano strumentale "Sonatina sui tasti neri", composto anch'esso (ed eseguito) da Pippo Caruso.